# Lyponia gestroi
Lyponia gestroi là một loài bọ cánh cứng trong họ Lycidae. Loài này được Pic miêu tả khoa học năm 1912.